# Falka
Falka ist seit 1994 ein Ortsteil der Stadt Gera in Thüringen. Er besteht aus den Ortschaften Großfalka, Kleinfalke, Wüstfalke, Niebra und Otticha. Am 1. Juli 1950 wurde die Gemeinde Falka aus den bisher selbstständigen Gemeinden Großfalka, Kleinfalke, Niebra und Otticha gebildet. Am 1. April 1994 wurde Falka in die Stadt Gera eingemeindet.
Der Ort befindet sich im Südosten von Gera, die mittlere Höhe des Ortes Falka beträgt 336 m ü. NN.